# Stadler Regio-Shuttle RS1
Stadler Regio-Shuttle RS1 — серия рельсовых автобусов швейцарской фирмы Stadler Rail. Производится со второй половины 1990-х. Всего было произведено 415 рельсовых автобусов этого типа всех модификаций. Представляет собой вагон с низким полом для удобства инвалидов. Оборудован туалетом и кондиционером.
По состоянию на декабрь 2011 эксплуатируется в Германии и во Франции (TER Эльзаса).